# Room Service (album Roxette)
Room Service – siódmy album studyjny szwedzkiego duetu Roxette wydany 2 kwietnia 2001. Został wydany tylko w Europie, i w wielu jej krajach zajął wysokie pozycję. Planowano wydać krążek w Stanach Zjednoczonych, jednak nie doszło do tego ponieważ wytwórnia Edel Records America, miesiąc wcześniej, ogłosiła upadłość w związku z problemami finansowymi. Marie Fredriksson po raz pierwszy nie była całkowicie zaangażowana w nagrywanie albumu jak poprzednio, ograniczając się jedynie do dwóch utworów „Little Girl” i „Everyday”, który ostatecznie nie wszedł na płytę.
Płytę promowały trzy single z czego największy sukces odniosła piosenka „The Centre of the Heart”, zostając trzecim #1 zespołu w rodzimym kraju Szwecji. W Europie również stała się hitem. „Real Sugar” odniósł duży sukces w Argentynie i Hiszpanii, docierając do pierwszej piątki tamtejszych list przebojów. Z kolei „Milk and Toast and Honey” jako jedyny z albumu wydany w Wielkiej Brytanii, był najdłużej notowanym utworem w Szwecji i Szwajcarii od czasów ballady „You Don’t Understand Me” (14 tygodni) z 1995.
Mimo mieszanych recenzji nakład płyty wyniósł 1,5 mln sztuk. Krążek był hitem wydawniczym w Europie i był jednym z najlepiej sprzedających się albumów roku w kilku krajach, lecz w Wielkiej Brytanii przeszedł bez echa, zajmując 120 pozycję.
Zdjęcie na okładkę płyty zostało zrobione w kalifornijskim motelu Madonna Inn, gdzie kręcono także klip do „The Centre of the Heart”. Album był promowany trasą koncertową Room Service Tour 2001, podczas której odbyło się 26 koncertów. 

## Lista utworów
1. Real Sugar – 3:17
2. The Centre of the Heart – 3:23
3. Milk and Toast and Honey – 4:04
4. Jefferson – 3:51
5. Little Girl – 3:37
6. Looking for Jane – 3:20
7. Bringing Me Down to My Knees – 3:49
8. Make My Head Go Pop – 3:23
9. Try (Just a Little Bit Harder) – 3:13
10. Fool – 3:53
11. It Takes You No Time to Get Here – 3:36
12. My World, My Love, My Life – 4:03
13. Entering Your Heart (Bonus track - Japan) – 4:34